# Rasta (zespół muzyczny)
Rasta – białoruski zespół deathmetalowy, uformowany w 2000 w Homlu.

## Muzycy

### Ostatni znany skład zespołu
- Jewgienij Tiesielkin – wokal
- Paweł Pawlichin – gitara
- Jurij Siwcow – gitara basowa
- Rodion Starowojtow – perkusja
- Dmitrij Owczinnikow – keyboard

### Byli członkowie zespołu
- Władysław Salcewicz – perkusja
- Igor Kowalew – gitara basowa
- Dmitrij Grafow – wokal

## Dyskografia

### Albumy studyjne
- Take My Hate (2002)
- The Age Of Movement (2006)
- Meridium (2007)

### Single
- Between Two Times (2005)